# Линдсфарн (Монтана)
Линдсфарн (енгл. Lindisfarne) насељено је место без административног статуса у америчкој савезној држави Монтана.

## Демографија
По попису из 2010. године број становника је 284.
| Група             | 2000.    | 2010.       |
| Белци             | 0 (0,0%) | 252 (88,7%) |
| Афроамериканци    | 0 (0,0%) | 0 (0,0%)    |
| Азијати           | 0 (0,0%) | 0 (0,0%)    |
| Хиспаноамериканци | 0 (0,0%) | 12 (4,2%)   |
| Укупно            | 0        | 284         |